# Specie di Kalanchoe
Elenco delle specie di Kalanchoe, con le sottospecie attualmente accettate:

## A
- Kalanchoe adelae Raym.-Hamet
- Kalanchoe alternans (Vahl) Pers.
- Kalanchoe alticola Compton
- Kalanchoe ambolensis Humbert
- Kalanchoe angolensis N.E.Br.
- Kalanchoe antennifera Desc.
- Kalanchoe arborescens Humbert
- Kalanchoe aromatica H.Perrier

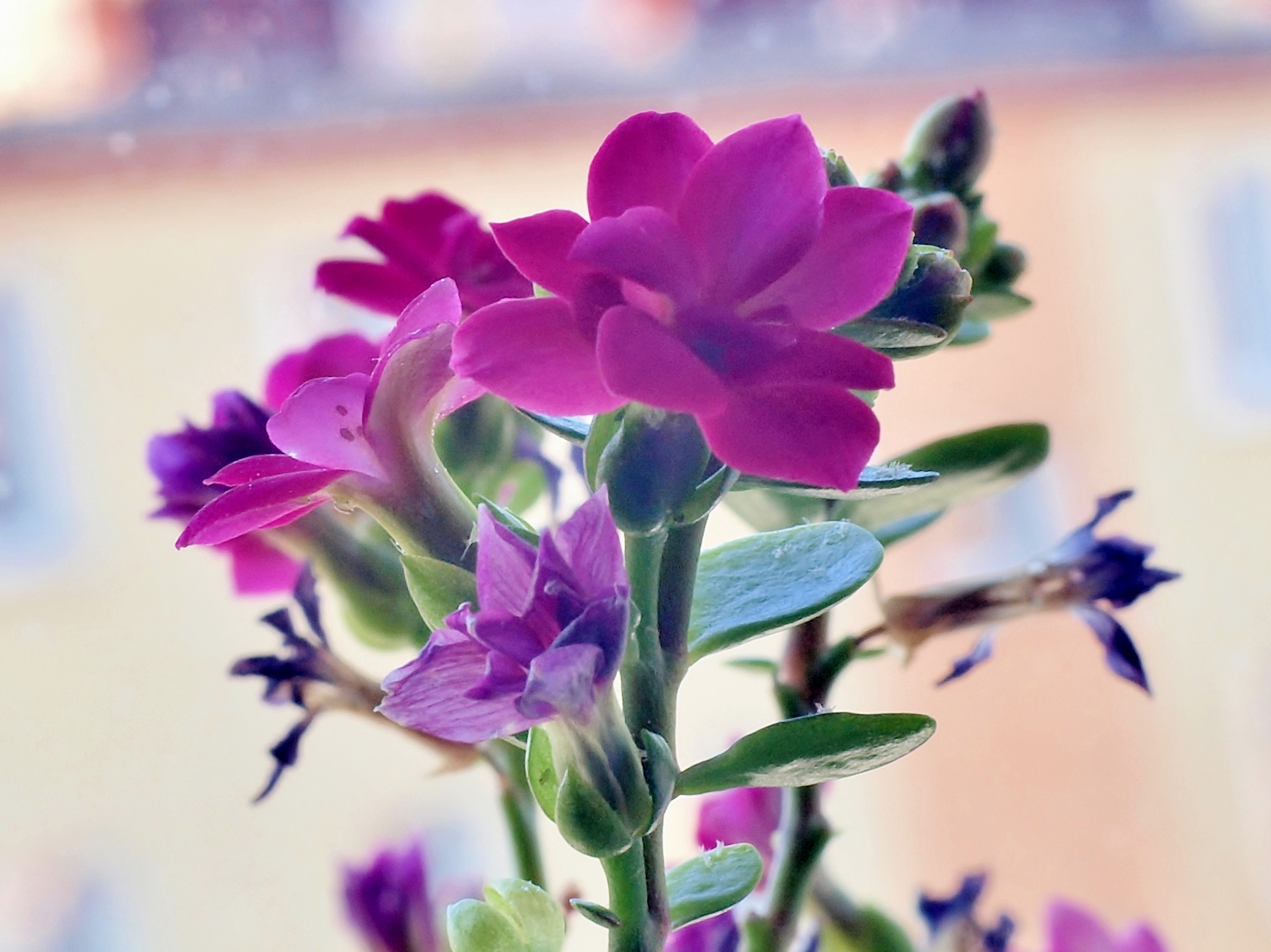
Kalanchoe arborescens.

- Kalanchoe aubrevillei Raym.-Hamet ex Cufod.
- Kalanchoe × auriculata (Raadts) V.V.Byalt

## B

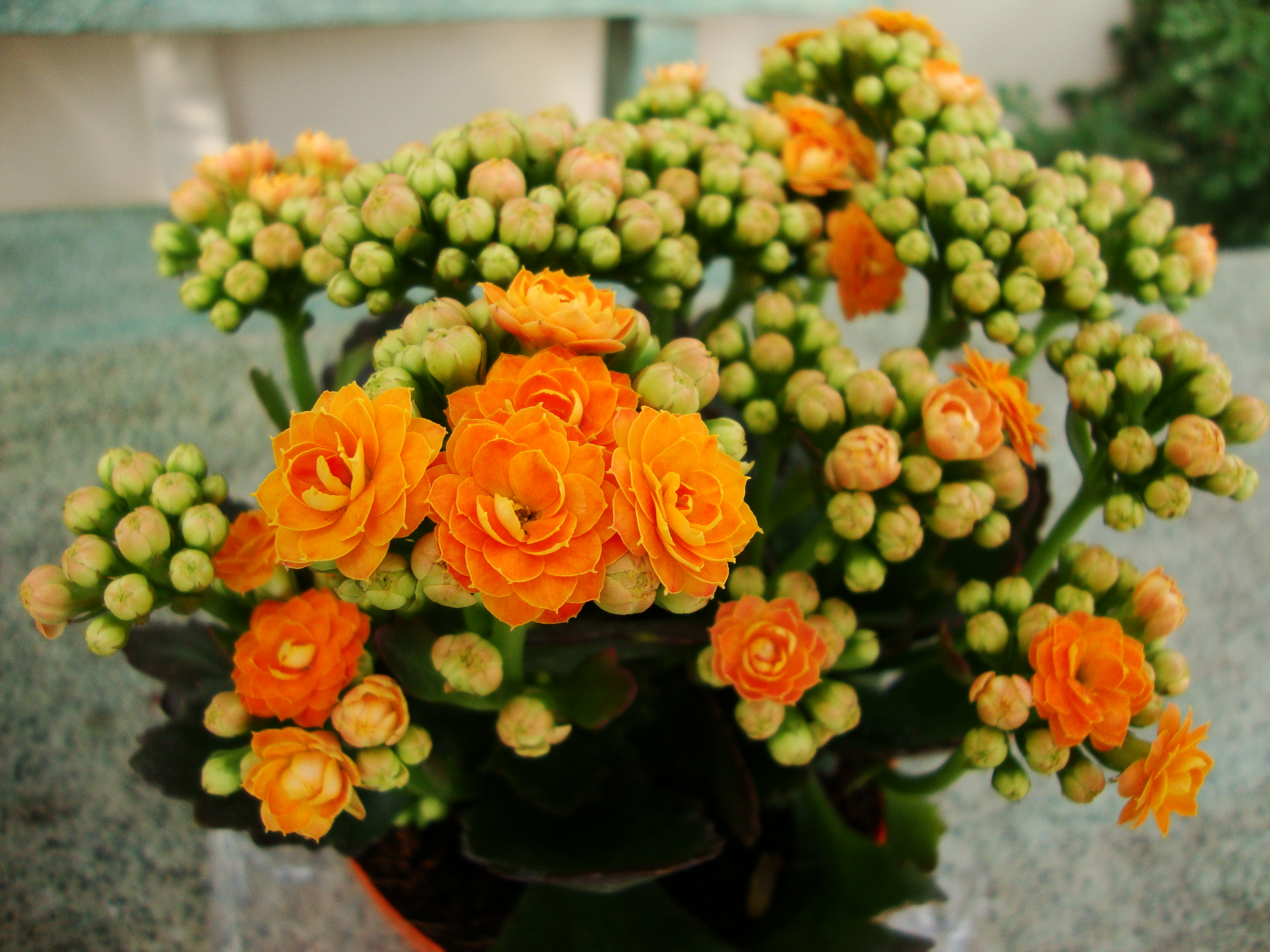
Kalanchoe blossfeldiana.

- Kalanchoe ballyi Raym.-Hamet ex Cufod.
- Kalanchoe beauverdii Raym.-Hamet
- Kalanchoe beharensis Drake
- Kalanchoe bentii C.H.Wright ex Hook f.
- Kalanchoe berevoensis Rebmann
- Kalanchoe bergeri Raym.-Hamet & H.Perrier
- Kalanchoe bhidei T.Cooke
- Kalanchoe bipartita Chiov.
- Kalanchoe blossfeldiana Poelln.
- Kalanchoe bogneri Rauh
- Kalanchoe boisii Raym.-Hamet & H.Perrier
- Kalanchoe boranae Raadts
- Kalanchoe bouvetii Raym.-Hamet & H.Perrier
- Kalanchoe brachyloba Welw. ex Britten
- Kalanchoe bracteata Scott Elliot
- Kalanchoe briquetii Raym.-Hamet

## C

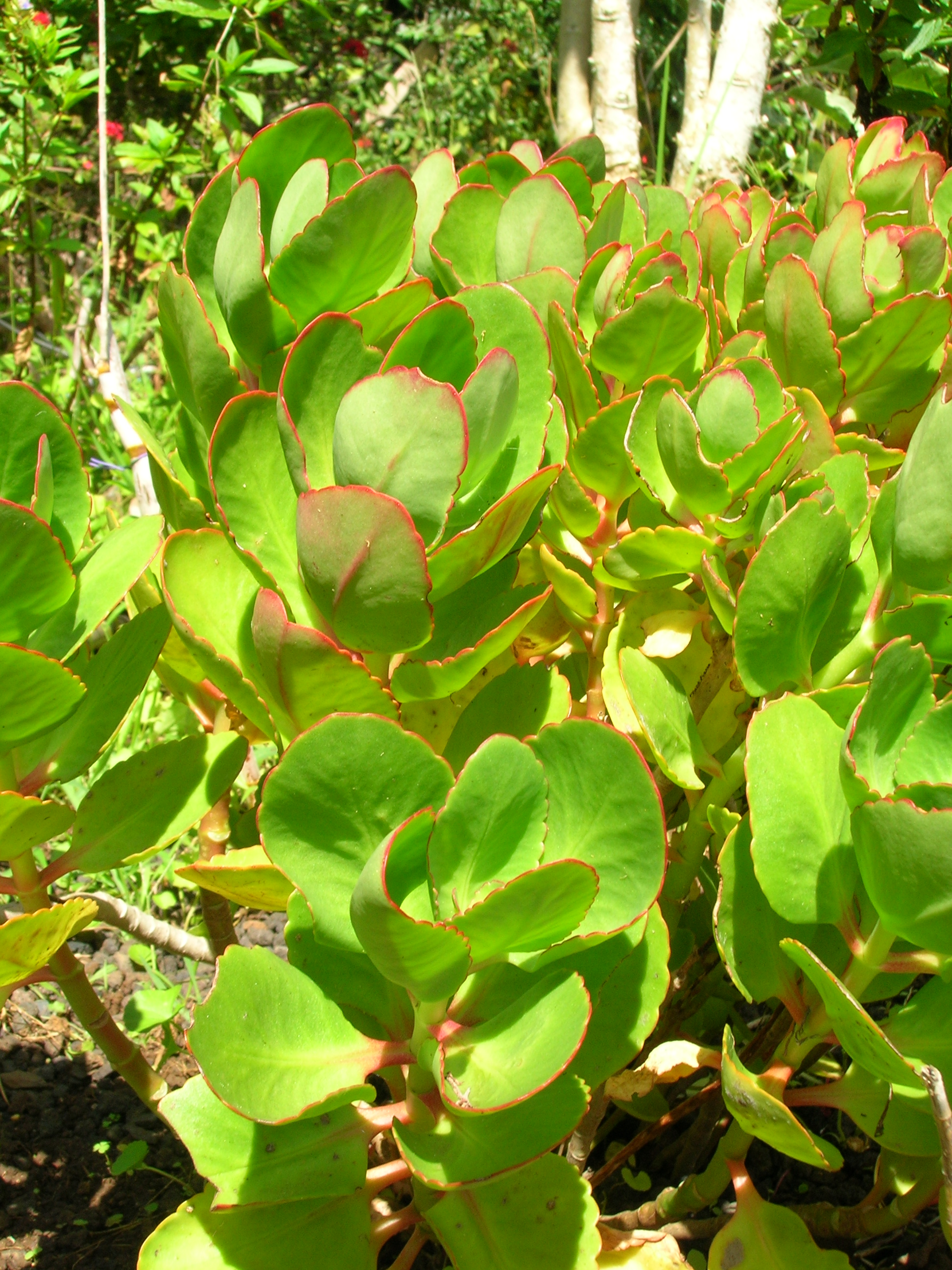
Kalanchoe crenata.

- Kalanchoe campanulata (Baker) Baill.
- Kalanchoe carnea N.E.Br.
- Kalanchoe ceratophylla Haw.
- Kalanchoe chapototii Raym.-Hamet & H.Perrier
- Kalanchoe cherukondensis Subba Rao & Kumari
- Kalanchoe chevalieri Gagnep.
- Kalanchoe citrina Schweinf.
- Kalanchoe craibii Raym.-Hamet
- Kalanchoe crenata (Andrews) Haw.
- Kalanchoe crundallii I.Verd.
- Kalanchoe curvula Desc.
- Kalanchoe cymbifolia Desc.

## D

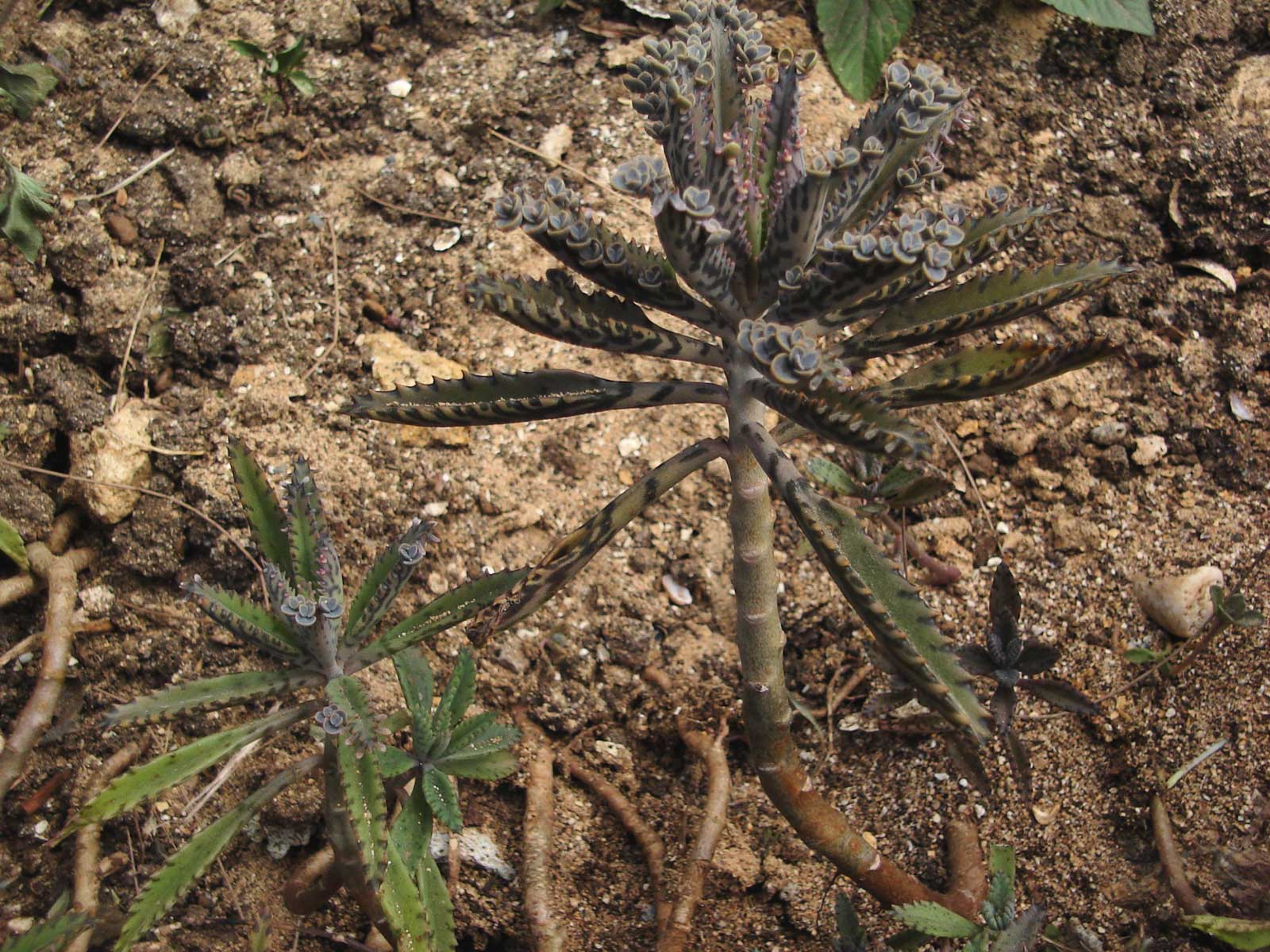
Kalanchoe daigremontiana.

- Kalanchoe daigremontiana Raym.-Hamet & H.Perrier
- Kalanchoe deficiens (Forssk.) Asch. & Schweinf.
- Kalanchoe delagoensis Eckl. & Zeyh.
- Kalanchoe densiflora Rolfe
- Kalanchoe dinklagei Rauh
- Kalanchoe dyeri N.E.Br.

## E
- Kalanchoe elizae A.Berger
- Kalanchoe eriophylla Hils. & Bojer ex Tul.

## F
- Kalanchoe fadeniorum Raadts
- Kalanchoe farinacea Balf.f.
- Kalanchoe faustii Font Quer

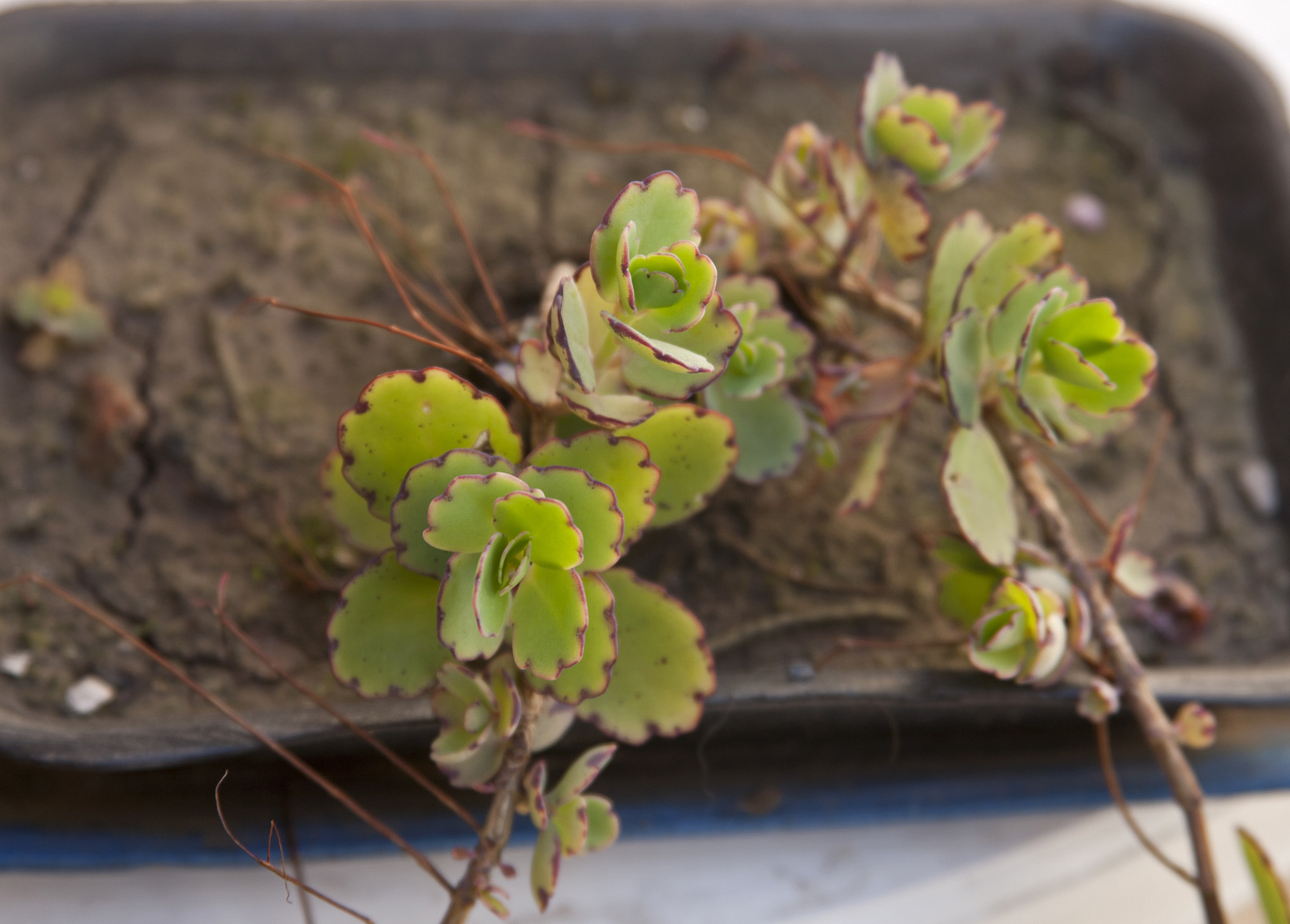
Kalanchoe fedtschenkoi.

- Kalanchoe fedtschenkoi Raym.-Hamet & H.Perrier
- Kalanchoe fernandesii Raym.-Hamet
- Kalanchoe × flaurantia Desc.

## G

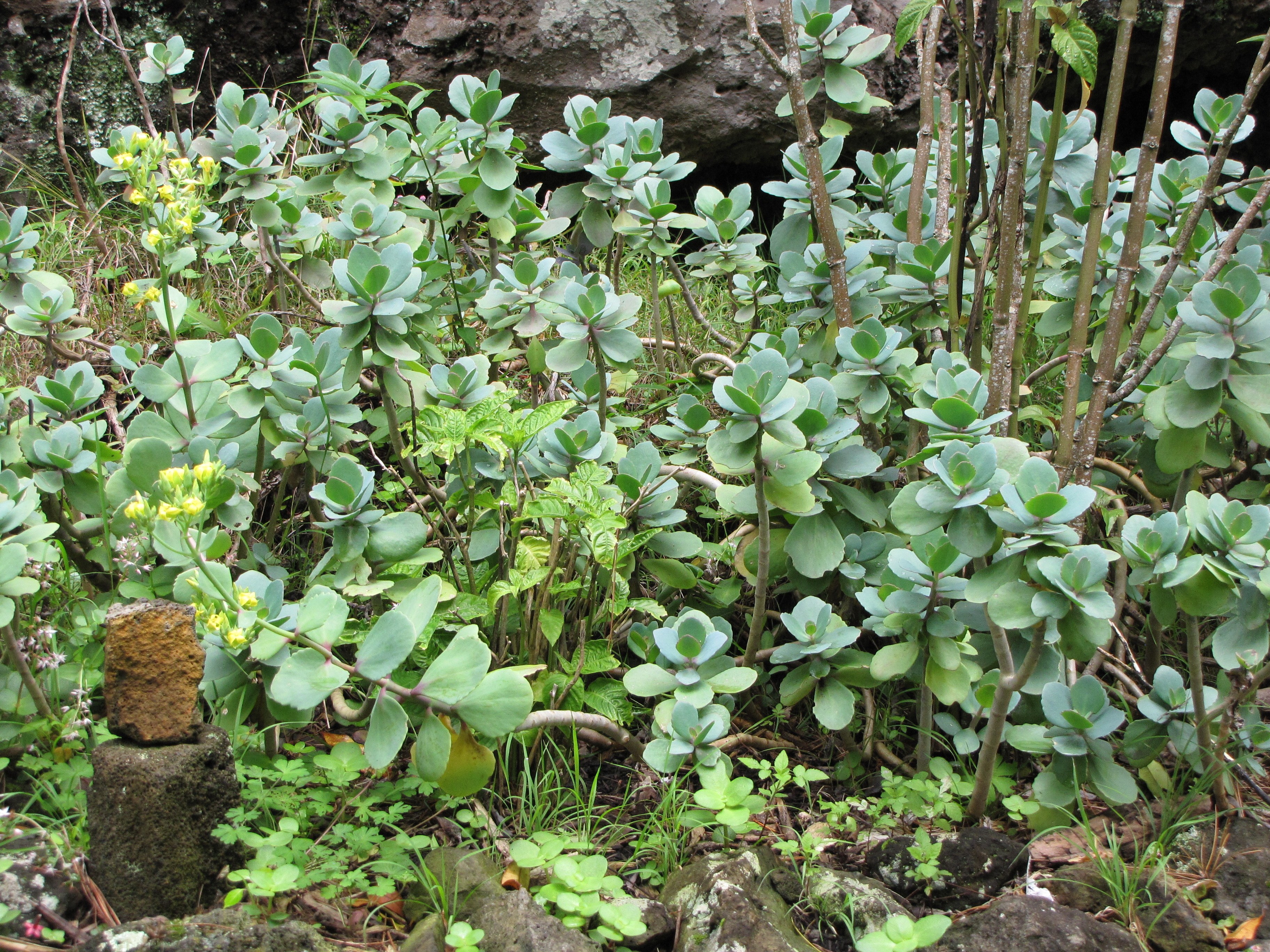
Kalanchoe grandiflora.

- Kalanchoe gastonis-bonnieri Raym.-Hamet & H.Perrier
- Kalanchoe germanae Raym.-Hamet ex Raadts
- Kalanchoe glaucescens Britten
- Kalanchoe globulifera H.Perrier
- Kalanchoe gracilipes (Baker) Baill.
- Kalanchoe grandidieri Baill.
- Kalanchoe grandiflora Wight & Arn.
- Kalanchoe × gunniae Gideon F.Sm. & Figueiredo

## H
- Kalanchoe hametiorum Raym.-Hamet
- Kalanchoe hauseri Werderm.
- Kalanchoe hildebrandtii Baill.
- Kalanchoe hirta Harv.
- Kalanchoe × houghtonii D.B.Ward
- Kalanchoe humifica Desc.
- Kalanchoe humilis Britten

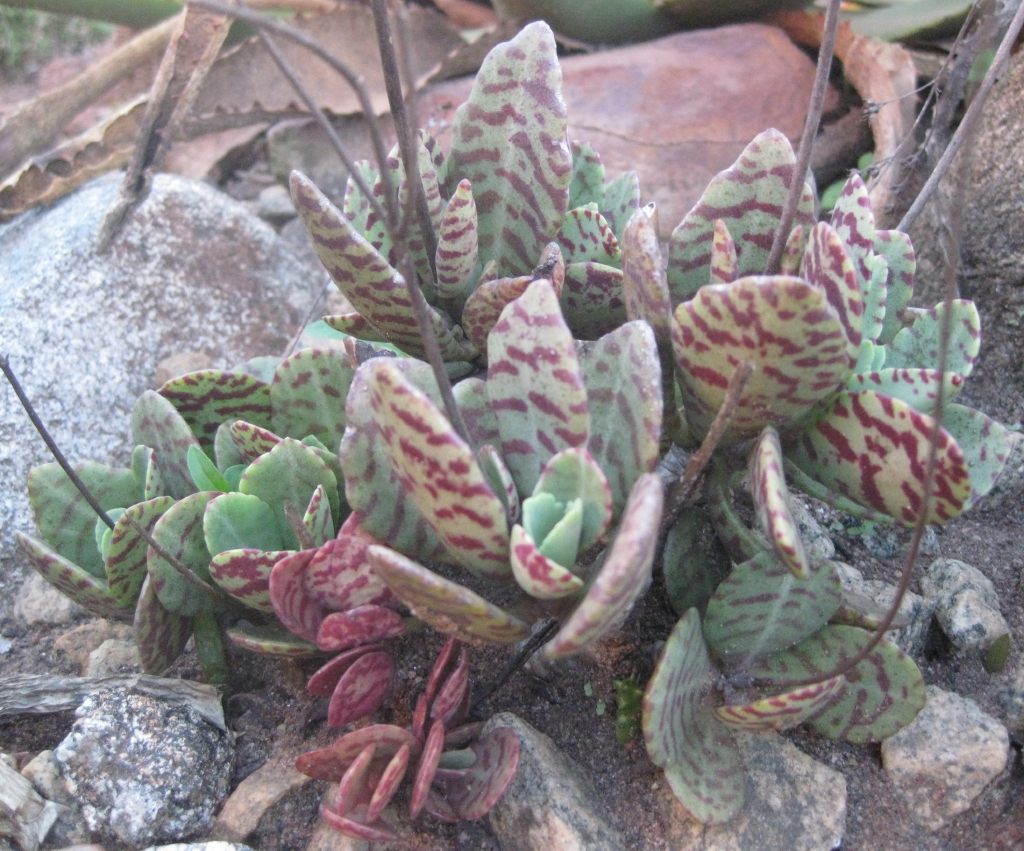
Kalanchoe humilis.

- Kalanchoe hypseloleuce Friis & M.G.Gilbert

## I
- Kalanchoe inaurata Desc.
- Kalanchoe integra (Medik.) Kuntze
- Kalanchoe integrifolia Baker

## J
- Kalanchoe jongmansii Raym.-Hamet & H.Perrier

## L
- Kalanchoe laciniata (L.) DC.
- Kalanchoe × laetivirens Desc.

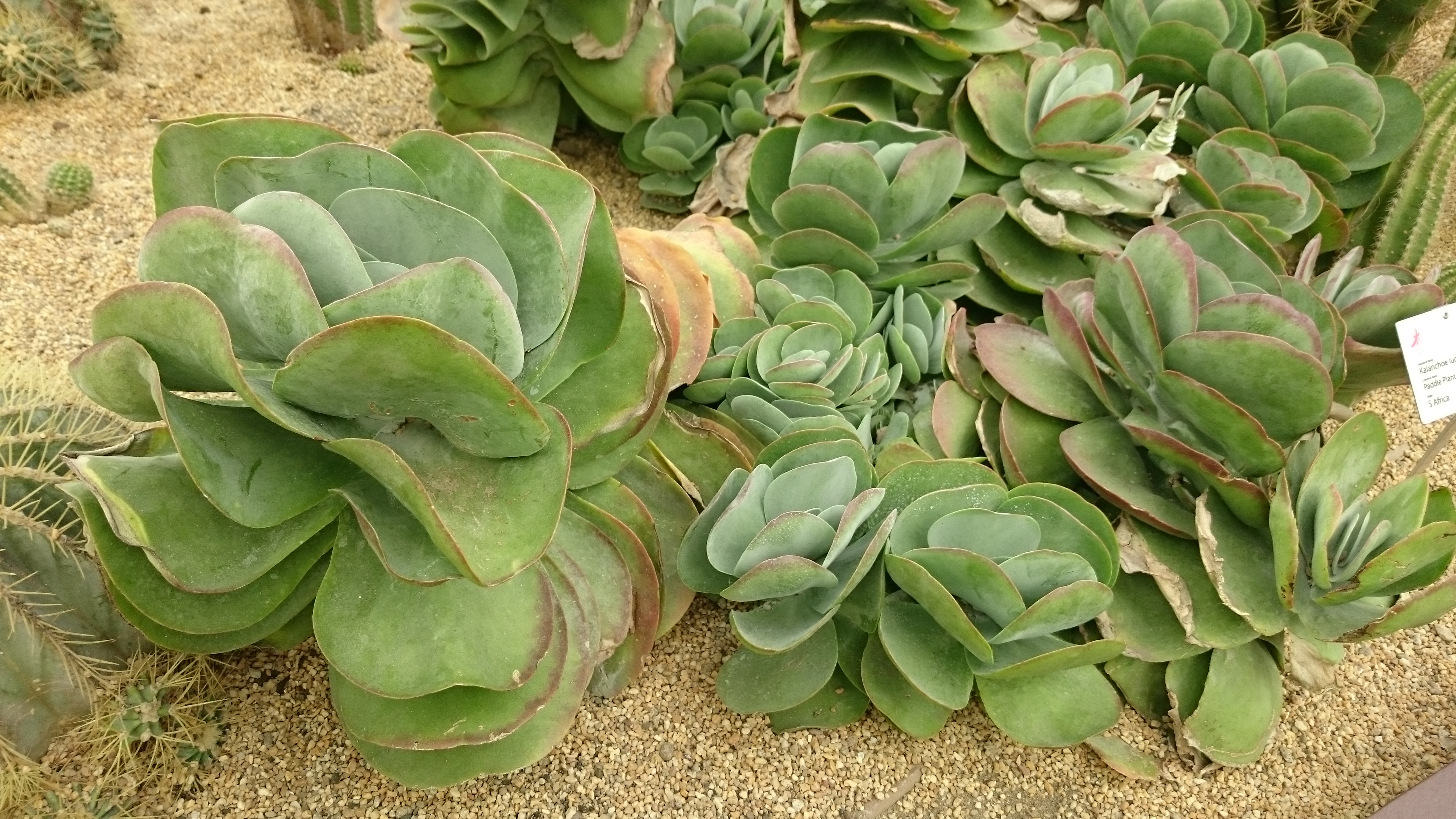
Kalanchoe luciae.

- Kalanchoe lanceolata (Forssk.) Pers.
- Kalanchoe lateritia Engl.
- Kalanchoe latisepala N.E.Br.
- Kalanchoe laxiflora Baker
- Kalanchoe leblanciae Raym.-Hamet
- Kalanchoe lindmanii Raym.-Hamet
- Kalanchoe linearifolia Drake
- Kalanchoe lobata R.Fern.
- Kalanchoe × lokarana Desc.
- Kalanchoe longiflora Schltr.
- Kalanchoe longifolia E.T.Geddes
- Kalanchoe lubangensis R.Fern.
- Kalanchoe luciae Raym.-Hamet

## M
- Kalanchoe macrochlamys H.Perrier
- Kalanchoe mandrarensis Humbert

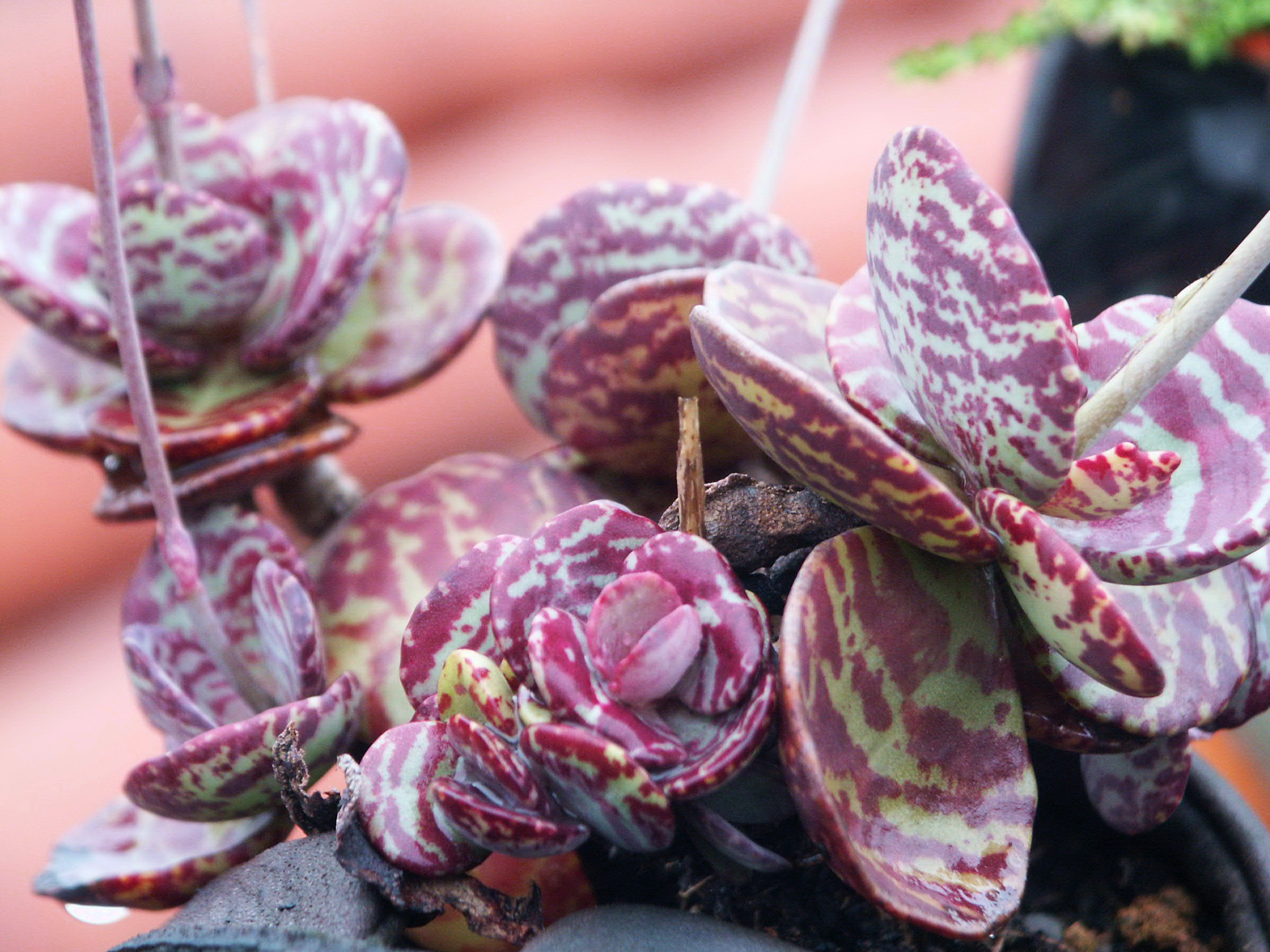
Kalanchoe marmorata.

- Kalanchoe manginii Raym.-Hamet & H.Perrier
- Kalanchoe marmorata Baker
- Kalanchoe marnieriana H.Jacobsen ex L.Allorge
- Kalanchoe maromokotrensis Desc. & Rebmann
- Kalanchoe migiurtinorum Cufod.
- Kalanchoe millotii Raym.-Hamet & H.Perrier
- Kalanchoe miniata Hils. & Bojer ex Tul.
- Kalanchoe mitejea Leblanc & Raym.-Hamet
- Kalanchoe montana Compton
- Kalanchoe mortagei Raym.-Hamet & H.Perrier

## N
- Kalanchoe ndotoensis L.E.Newton
- Kalanchoe neglecta Toelken
- Kalanchoe nyikae Engl.

## O
- Kalanchoe obtusa Engl.
- Kalanchoe olivacea Dalzell
- Kalanchoe orgyalis Baker

## P
- Kalanchoe paniculata Harv.

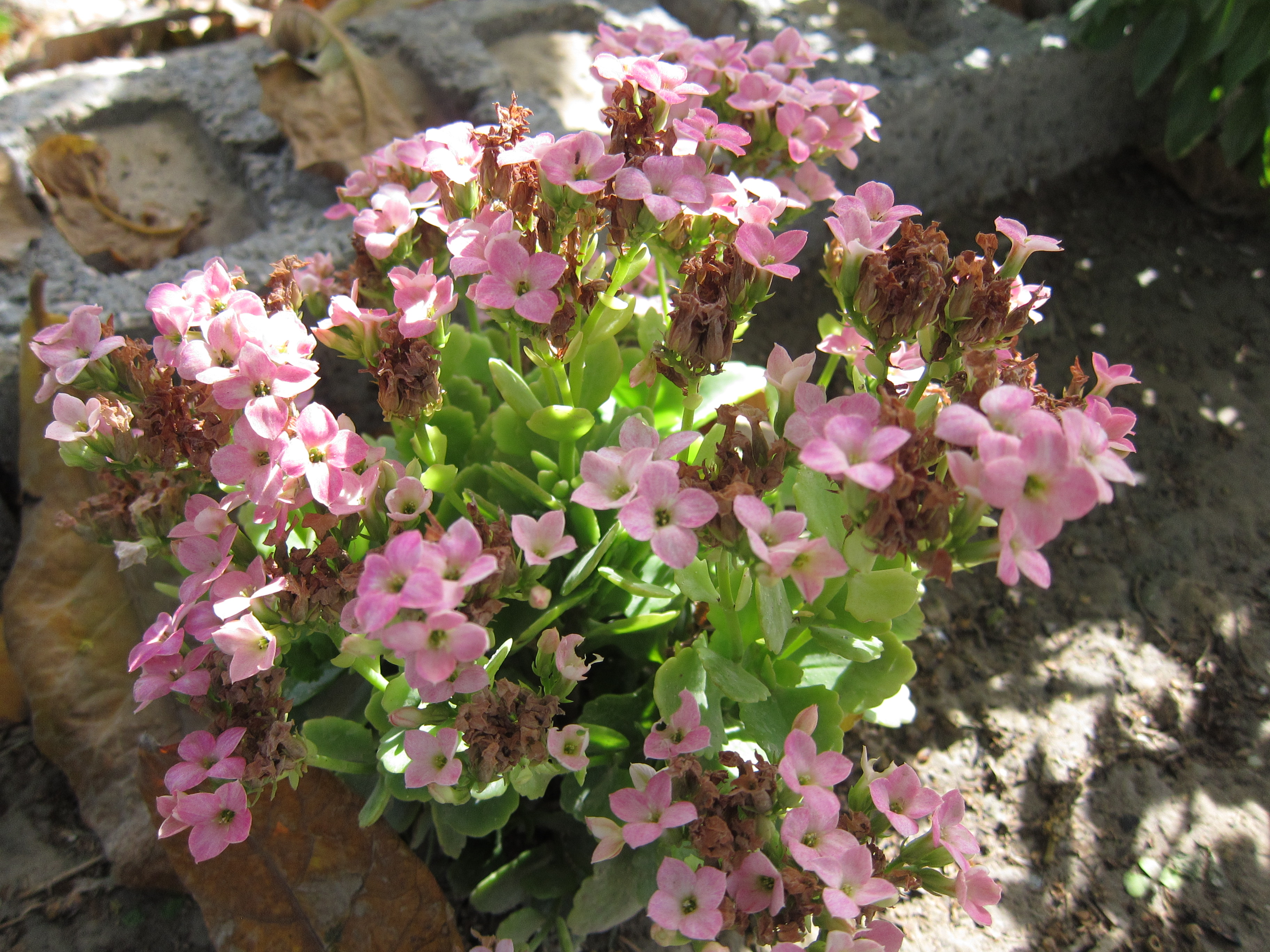
Kalanchoe pinnata.

- Kalanchoe pareikiana Desc. & Lavranos
- Kalanchoe peltata (Baker) Baill.
- Kalanchoe peltigera Desc.
- Kalanchoe peteri Werderm.
- Kalanchoe petitiana A.Rich.
- Kalanchoe pinnata (Lam.) Pers.
- Kalanchoe poincarei Raym.-Hamet & H.Perrier
- Kalanchoe porphyrocalyx (Baker) Baill.
- Kalanchoe prasina N.E.Br.
- Kalanchoe prittwitzii Engl.
- Kalanchoe prolifera (Bowie ex Hook.) Raym.-Hamet
- Kalanchoe pseudocampanulata Mannoni & Boiteau
- Kalanchoe pubescens Baker
- Kalanchoe pumila Baker

## Q
- Kalanchoe quadrangularis Desc.
- Kalanchoe quartiniana A.Rich.

## R
- Kalanchoe rebmannii Desc.

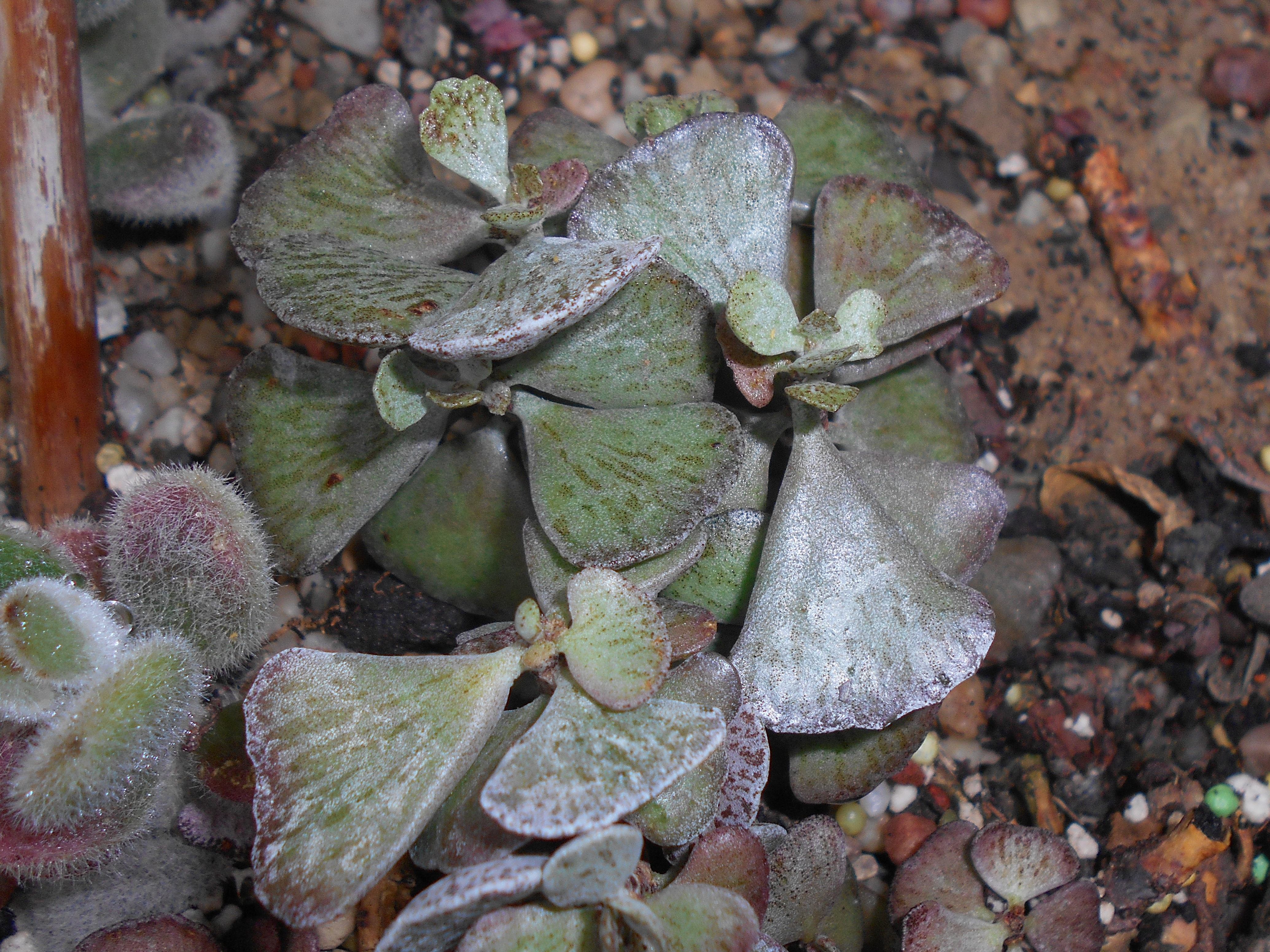
Kalanchoe rhombopilosa.

- Kalanchoe × rechingeri Raym.-Hamet ex Rauh & Hebding
- Kalanchoe rhombopilosa Mannoni & Boiteau
- Kalanchoe × richaudii Desc.
- Kalanchoe robusta Balf.f.
- Kalanchoe rolandi-bonapartei Raym.-Hamet & H.Perrier
- Kalanchoe rosei Raym.-Hamet & H.Perrier
- Kalanchoe rosulata Raadts
- Kalanchoe rotundifolia (Haw.) Haw.
- Kalanchoe rubella (Baker) Raym.-Hamet

## S
- Kalanchoe salazarii Raym.-Hamet
- Kalanchoe sanctula Desc.

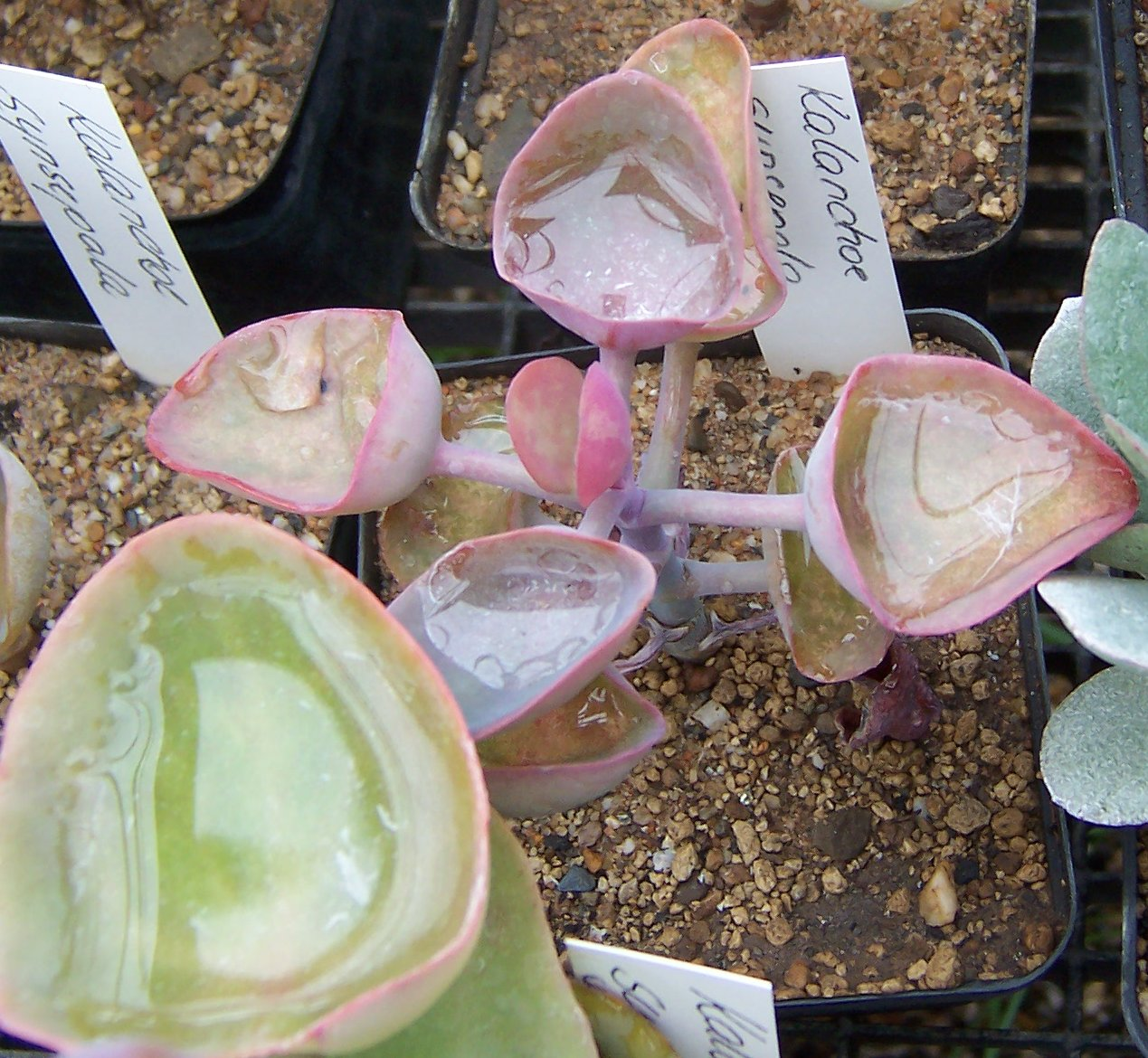
Kalanchoe synsepala.

- Kalanchoe scapigera Welw. ex Britten
- Kalanchoe schimperiana A.Rich.
- Kalanchoe schizophylla (Baker) Baill.
- Kalanchoe schliebenii Werderm.
- Kalanchoe serrata Mannoni & Boiteau
- Kalanchoe sexangularis N.E.Br.
- Kalanchoe stenosiphon Britten
- Kalanchoe streptantha Baker
- Kalanchoe suarezensis H.Perrier
- Kalanchoe subrosulata Thulin
- Kalanchoe synsepala Baker

## T
- Kalanchoe tashiroi Yamam.

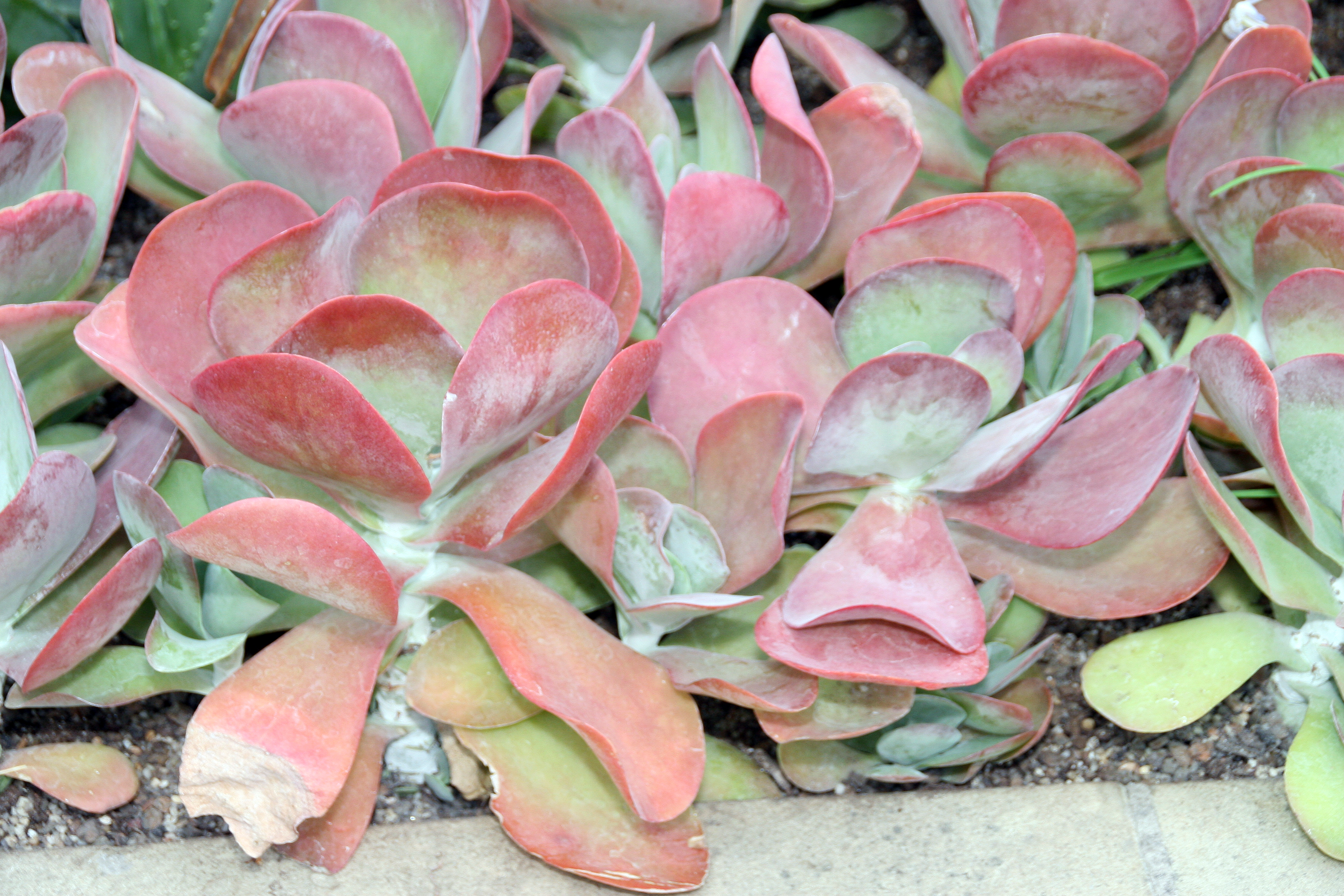
Kalanchoe thyrsiflora.

- Kalanchoe teixeirae Raym.-Hamet ex R.Fern.
- Kalanchoe tenuiflora Desc.
- Kalanchoe tetramera E.T.Geddes
- Kalanchoe tetraphylla H.Perrier
- Kalanchoe thyrsiflora Harv.
- Kalanchoe tomentosa Baker
- Kalanchoe tuberosa H.Perrier

## U
- Kalanchoe uniflora (Stapf) Raym.-Hamet
- Kalanchoe usambarensis Engl. & Raym.-Hamet

## V
- Kalanchoe velutina Welw. ex Britten
  - Kalanchoe velutina subsp. chimanimanensis (R.Fern.) R.Fern.
  - Kalanchoe velutina subsp. dangeardii (Raym.-Hamet) R.Fern.
- Kalanchoe viguieri Raym.-Hamet & H.Perrier

## W
- Kalanchoe waldheimii Raym.-Hamet & H.Perrier
- Kalanchoe waterbergensis van Jaarsv.
- Kalanchoe welwitschii Britten
- Kalanchoe wildii Raym.-Hamet ex R.Fern.
- Kalanchoe winteri Gideon F.Sm., N.R.Crouch & Mich.Walters

## Y
- Kalanchoe yemensis (Deflers) Schweinf.